# Grand View
Grand View és una població dels Estats Units a l'estat d'Idaho. Segons el cens del 2000 tenia 470 habitants.

## Demografia
Segons el cens del 2000, Grand View tenia 470 habitants, 187 habitatges, i 126 famílies. La densitat de població era de 329,9 habitants/km².
Dels 187 habitatges en un 34,8% hi vivien nens de menys de 18 anys, en un 49,7% hi vivien parelles casades, en un 12,8% dones solteres, i en un 32,6% no eren unitats familiars. En el 28,3% dels habitatges hi vivien persones soles el 13,4% de les quals corresponia a persones de 65 anys o més que vivien soles. El nombre mitjà de persones vivint en cada habitatge era de 2,51 i el nombre mitjà de persones que vivien en cada família era de 3,08.
Per edats la població es repartia de la següent manera: un 30,9% tenia menys de 18 anys, un 11,5% entre 18 i 24, un 24,5% entre 25 i 44, un 17,9% de 45 a 60 i un 15,3% 65 anys o més.
L'edat mediana era de 34 anys. Per cada 100 dones de 18 o més anys hi havia 91,2 homes.
La renda mediana per habitatge era de 21.417 $ i la renda mediana per família de 26.000 $. Els homes tenien una renda mediana de 25.417 $ mentre que les dones 27.917 $. La renda per capita de la població era d'11.402 $. Aproximadament el 25% de les famílies i el 28,6% de la població estaven per davall del llindar de pobresa.

## Poblacions més properes
El següent diagrama mostra les poblacions més properes.